# Slant Magazine
Slant Magazine este o publicație online, specializată în recenzii ale filmelor, muzicii, emisiunilor și serialelor televizate, DVD-urilor, spectacolelor scenice și jocurilor video, conținând și interviuri cu actori, regizori și muzicieni.